# Metody z Tesaloniki
Metody z Tesaloniki, cs. Мефодии (ur. ok. 815–820 w Tesalonice, zm. 8 kwietnia 885 w Velehradzie) – jeden z braci sołuńskich, misjonarz, arcybiskup, święty Kościoła katolickiego i Cerkwi prawosławnej.

## Życiorys
Urodził się pomiędzy 815 a 820 rokiem w Sołuniu i był starszym bratem Cyryla-Konstantyna. Pracował jako urzędnik, pełnił funkcję archonta jednej ze słowiańskich prowincji, jednakże w 840 roku postanowił porzucić karierę urzędniczą i wstąpić do klasztoru w Bitynii. Zmienił wówczas chrzcielne imię Michał na Metody i wkrótce potem został igumenem klasztoru Polychron. Gdy do zakonu wstąpił także Cyryl, obaj w 860 roku udali się do Chazarów. Misję ewangelizacji prowadzili także w Panonii i na Morawach. Po oskarżeniach ze strony niemieckich duchownych udali się do Rzymu, gdzie zmarł Cyryl. Po śmierci brata, Hadrian II udzielił sakry Metodemu i mianował arcybiskupem Moraw i Panonii, a także legatem papieskim. Jednocześnie przywrócił archidiecezję Sirmium. W Państwie wielkomorawskim władzę objął książę Świętopełk, który sprzyjał Zachodowi, dlatego też popierał protesty niemieckiego kleru wobec wprowadzenia liturgii obrządku słowiańskiego. Adalwin, arcybiskup Salzburga, w 870 roku ściągnął Metodego do siebie i uwięził go w Ellwangen. W 873 roku, dzięki interwencji papieża Jana VIII, Metody został uwolniony, jednak stosowanie liturgii słowiańskiej zostało ograniczone. Siedem lat później ponownie udał się do Rzymu, gdzie Jan VIII, bullą Industriae tuae, potwierdził wszelkie uprawnienia Metodego, nadane mu przez Hadriana II. Ponadto przydzielił mu biskupa sufragana, Wichinga, który miał rezydować w Nitrze. Z okazji znacznej poprawy stosunków pomiędzy Rzymem a Konstantynopolem w 881 roku, Metody udał się do patriarchy Focjusza, skąd powrócił z nowymi kapłanami, chcącymi kontynuować misję ewangelizacji Słowian. Po powrocie skupił się głównie na napisaniu przekładów biblijnych i kanonicznych (zebranych jako Nomokanon) i wyznaczył na swojego następcę ucznia Gorazda. Zmarł 8 kwietnia 885 roku najprawdopodobniej w Welehradzie. Miejsce jego pochówku nie jest dokładnie znane, jednak historycy podają Welehrad, Nitrę, Stare Mesto lub Devín. Pomimo rozpadu Państwa wielkomorawskiego i przywrócenia rytu łacińskiego, liturgia słowiańska przetrwała i została zaadaptowana przez Cerkiew prawosławną i Kościół greckokatolicki.

## Kult
W ikonografii bracia sołuńscy przedstawiani są jako biskupi greccy lub łacińscy, z modelem kościoła w ręku. Ich atrybutami są: zwój z cyrylicą, kielich, krzyż i księga. W 1980 roku zostali ogłoszeni współpatronami Europy, wraz z Benedyktem z Nursji. Ich wspomnienie liturgiczne obchodzone jest 14 lutego w Kościele katolickim i 11/24 maja w Cerkwi prawosławnej.

### Rosyjski Kościół Prawosławny
W Rosyjskiej Cerkwi Prawosławnej ożywienie kultu świętych Cyryla i Metodego miało miejsce w latach 1862–1863, gdy w Imperium Rosyjskim obchodzono tysiąclecie Rosji i tysiąclecie alfabetu słowiańskiego. Propagatorami kultu braci sołuńskich byli rosyjscy słowianofile, także w Cerkwi w 1860 roku pojawiła się inicjatywa, by dzień wspomnienia świętych braci obchodzić w szczególnie uroczysty sposób. Biskup smoleński Antoni napisał ku ich czci uroczyste nabożeństwo. W 1885 roku z inicjatywy Konstantina Pobiedonoscewa zorganizowano z ogromnym rozmachem cerkiewno-państwowe obchody ku czci tysiąclecia śmierci św. Metodego. Jednak poza szczególnymi dniami wspomnienia kult świętych Cyryla i Metodego w carskiej Rosji przygasał. Braci sołuńskich w Cerkwi rosyjskiej tytułuje się oświecicielami lub nauczycielami Słowian. Motywy światła i oświecenia dominują w poświęconych im tekstach liturgicznych. Zalicza się ich do kategorii świętych równych apostołom. W XXI wieku w Rosji w dniu, gdy Cerkiew czci Cyryla i Metodego, ustanowione zostało święto słowiańskiego piśmiennictwa i kultury.